# Díode supressor de voltatge transitori
Un díode supressor de voltatges transitoris (TVS) és un dispositiu electrònic usat per a protegir els circuits de les puntes de voltatge o sobretensions conduïdes o bé induïdes en els cables connectats. El dispositiu pot representar-se com un sol díode Zener (unidireccional) o dos díodes en sèrie (bidireccional: un d'ells a l'inrevés) i connectats en paral·lel amb el circuit a protegir. Encara que aquesta descripció esquemàtica és prou acurada, físicament aquests dispositius es venen com un sol component encara que es tracti del model bidireccional. Funciona dissipant l'excés de corrent en forma de calor quan el voltatge conduït o induït supera el potencial de ruptura Zener.
Altres mètodes per eliminar els transitoris són els varistors i les descàrregues de gas.